# Nahide Babashli
Nahide Babashli (bürgerlich Nahide Babaşlı, aserbaidschanisch: Nahidə Babaşlı; * 24. September 1996 in Baku) ist eine türkische Sängerin, Songwriterin und eine Internetpersönlichkeit aserbaidschanischer Abstammung.

## Karriere
Babaşlı wurde am 22. Juli 1996 in Baku geboren. Sie studierte Physik an der Staatlichen Universität Baku. Während ihres Studiums entdeckte sie ihre Leidenschaft für die Musik und begann, eigene Interpretationen bekannter Lieder aufzunehmen und online zu teilen. Ihren Durchbruch erzielte Babaşlı 2018 mit einem YouTube-Video, in dem sie das Lied Benim Ayım des verstorbenen türkischen Musikers Murat Göğebakan coverte. Außerdem veröffentlichte sie die Singles: Sevda Karası, Korkma Söyle und Mahşer.
Nahide Babaşlı wurde im Jahr 2021 mit dem Altın Kelebek Award als „Aserbaidschans strahlender junger Stern“ ausgezeichnet.

## Diskografie

### Alben
- 2019: NB Tracks, Pt. 3

### EPs
- 2019: Anlasana
- 2020: Kendine İyi Bak
- 2021: Yarım Söz

### Singles (Auswahl)
- 2019: Anlasana
- 2019: Zifiri
- 2019: Benim Hikayem
- 2019: Saydım
- 2020: Yaralı
- 2020: Sevda Karası (mit Behzat Gerçeker & Enbe Orkestrası)
- 2020: Korkma Söyle
- 2021: Nası Seviyo
- 2021: Şaheser
- 2022: Silemem (mit Bahadır Tatlıöz)
- 2022: Canım Acıyor (mit Yasir Miy)
- 2022: Unuttun mu Beni (mit Taladro)
- 2023: Bi' Beş Dakika (mit Talha, Behzat Gerçeker & Enbe Orkestrası)
- 2023: Bir Şehir İki Yabancı (mit Taladro)
- 2023: Kanasın
- 2024: Söz Verdim

Quelle:

## Auszeichnungen
- 2021: Altın Kelebek Award in der Kategorie Aserbaidschans strahlender junger Stern